# 蓝翅叶鹎
蓝翅叶鹎（学名：Chloropsis moluccensis）为叶鹎科叶鹎属的鸟类。分布于斯里兰卡、印度、尼泊尔、不丹、孟加拉、中南半岛、印度尼西亚以及中国大陆的云南等地，主要生活于海拔约1600米以下的开阔常绿阔叶林。该物种的模式产地在爪哇。

## 亚种
- 蓝翅叶鹎云南亚种（学名：Chloropsis moluccensis kinneari）。分布于中南半岛、泰国以及中国大陆的云南等地。该物种的模式产地在越南北部。[3]